# Klase
En klase er en blomsterstand med lang hovedakse og sidestillede stilkede blomster, der springer ud nedefra. Klasen fortsætter væksten fra spidsen, og på den måde kommer de ældste blomster til at sidde inderst (nederst) på klasen.